# Giacinto Berloco
Giacinto Berloco (né le 31 août 1941) est un prélat italien de l'Église catholique. Il est nonce apostolique en Belgique (en) et au Luxembourg (en) de 2009 à 2016.

## Biographie
Né à Altamura, Italie, le 31 août 1941, Giacinto Berloco est ordonné prêtre le 19 mars 1966 pour le diocèse d'Altamura-Gravina-Acquaviva delle Fonti. Berloco obtient un doctorat en théologie (en) et une licence en droit canonique.

### Carrière diplomatique
Berloco entre au service diplomatique du Saint-Siège en 1972 et sert dans les nonciatures du Costa Rica (en), des Pays-Bas (en) et d'Espagne, puis à la Secrétariat d'État du Vatican. Le 5 septembre 1974, le pape Paul VI lui donne le titre honorifique de chapelain de Sa Sainteté et le 24 juin 1985, le Pape Jean-Paul II lui donne le titre de prélat honoraire de Sa Sainteté (en).
Le 15 mars 1990, le pape Jean-Paul II le nomme archevêque titulaire de Fidenae (de) et délégué apostolique au Mozambique (en). Le 3 avril, il reçoit la responsabilité supplémentaire de pro-nonce apostolique au Zimbabwe (en).
Il est consacré évêque le 5 avril 1990 par le pape Jean-Paul, avec les co-consécrateurs Giovanni Battista Re et Justin Francis Rigali.
Le 17 juillet 1993, Berloco est nommé nonce apostolique au Costa Rica (en).
Le 5 mai 1998, le pape Jean-Paul le nomme nonce apostolique au Salvador et au Belize (en).
Le 24 février 2005, Berloco est nommé nonce apostolique au Venezuela (en).
Le 18 juin 2009, le pape Benoît XVI le nomme nonce en Belgique (en), Le 24 juillet 2009, il a également été nommé nonce au Luxembourg (en).
Le 8 mars 2017, le Pape François nomme Berloco pour un mandat de cinq ans en tant que membre de la Congrégation pour les évêques.